# The Fletcher Memorial Home
The Fletcher Memorial Home è una canzone dei Pink Floyd, composta da Roger Waters per l'album The Final Cut pubblicato nel 1983.
È stata eseguita live per la prima volta dal solo Waters nel 2006.

## Il brano
La canzone, così come altre nell'album a cui appartiene, è stata registrata in olofonia; compare, inoltre, nel greatest hits: Echoes: The Best of Pink Floyd uscito nel 2001.
Il pezzo ricalca, sotto molti aspetti (sia nel testo che nell'arrangiamento), lo stile del precedente The Wall.
Degno di nota è l'assolo di chitarra di David Gilmour.

### Testo e significato
Come tutto l'album a cui questa traccia appartiene, il brano tratta il tema dell'incapacità dei potenti della Terra nel prendere decisioni valide per il bene dell'umanità.
Il testo cita per nome molti personaggi politici (in ordine cronologico: Ronald Reagan, Alexander Haig, Menachem Begin, Margaret Thatcher, Ian Paisley, Leonid Il'ič Brežnev, Joseph McCarthy, Richard Nixon) che svolsero la loro attività nel periodo della guerra fredda (1945-1990), definendoli "coloniali dissipatori di vita" (colonial wasters of life) ed etichettandoli come "bambini troppo cresciuti" (overgrown infants) e "tiranni incurabili" (incurable tyrants), ritenendoli incapaci di comprendere qualsiasi cosa al di fuori della violenza o del loro volto in bella vista su un televisore.  Waters, provocatoriamente afferma che tali personaggi prendono la guerra come un gioco: And amuse themselves playing games for a while / Boom boom, bang bang lie down you're dead (E per un po' si divertiranno a giocare: Bum, bum, bang, bang, cadi sei morto).
Dopo la strofa Mr. Brezhnev and party si sente in sottofondo (a 83,62 secondi) una voce narrante recitare in italiano la frase «Scusi, dov'è il bar?» La risposta arriva, a 92,50 secondi, in marcato accento anglosassone con l'indicazione: «Da questa parte». La frase «Scusi, dov'è il bar?» a 4:02 viene poi urlata da Waters in un altro brano del disco, Not Now John.
La casa viene intitolata da Waters al nome di suo padre, Eric Fletcher Waters, caduto nei combattimenti che seguirono allo sbarco di Anzio nel 1944 durante la seconda guerra mondiale per la liberazione di Roma.

## Formazione[8]
- Roger Waters: voce, basso
- David Gilmour: chitarra solista
- Nick Mason: batteria

con in aggiunta:
- Michael Kamen: pianoforte, tastiere
- Andy Bown: organo Hammond